# Олжаколь
Олжаколь (Ольжагул; каз. Олжакөл) — пресное озеро в Амангельдинском районе Костанайской области Казахстана.
Площадь поверхности озера составляет 18 км². Наибольшая длина озера — 7,5 км, наибольшая ширина — 3 км. Длина береговой линии составляет 20 км. Озеро расположено в Тургайской ложбине на высоте 110 м над уровнем моря, примерно в 38 км к северо-западу от села Амангельды.